# Euryarthrum carinatum
Euryarthrum carinatum là một loài bọ cánh cứng trong họ Cerambycidae.